# Pascal Montrouge
Pour les articles homonymes, voir Montrouge (homonymie).
Pascal Montrouge, né à Saint-Denis de La Réunion en 1966, est un chorégraphe contemporain français.
Il occupe de 2009 à 2024 les fonctions de directeur général des Théâtres départementaux de La Réunion : Téat Champ Fleuri à Saint-Denis et Téat Plein air à Saint-Gilles les Bains.

## Biographie
Pascal Montrouge fait ses premiers pas de danse dans sa ville natale, au Case du Chaudron, puis par la suite auprès de Marielle Roque et Marie-Christine d'Abbadie.
Il rallie Paris en 1987 où il intègre les compagnies de Peter Goss et de Redha. Il collabore ensuite pendant dix ans avec les chorégraphes importants de la nouvelle danse française comme Daniel Larrieu, Jean-Claude Gallotta ou Michel Kelemenis.
En 1993, il reçoit le premier prix du concours international d'interprète chorégraphique de Nagoya au Japon, ainsi que le prix Vaslav Nijinski de la République de Pologne.
En 1997, au Festival de Châteauvallon, il crée sa première pièce en tant que chorégraphe et fonde sa compagnie. Par la suite, il signe treize créations largement diffusées tant en France qu'à l'étranger en Afrique du Sud, Allemagne, Australie, Comores, Éthiopie, Île Maurice, Kazakhstan, Kenya, Madagascar, Malawi, Maroc, Monaco, Mozambique, Namibie, Tanzanie et Seychelles. Pascal Montrouge dirige alors une des rares compagnies en France qui vive une double implantation, en l'occurrence à Saint-Denis de La Réunion et à Hyères, confortant ainsi le sens de son regard sur l'identité.
En 2007, la Ville de Saint-Denis de La Réunion lui confie la direction artistique de son festival Saint-Denis danses, dont le pluriel lui tient à cœur comme chaque spécificité des spectacles qu’il y accueille.
Poursuivant la démarche artistique qui a guidé son travail de créateur ou l'organisation avec succès de festivals, Pascal Montrouge est nommé en juin 2009 à la direction des Théâtres départementaux de La Réunion (Téat Champ Fleuri à Saint-Denis et Téat Plein air à Saint-Gilles les Bains). Son mandat est reconduit en 2016.
L'axe central du projet de Pascal Montrouge pour les Théâtres départementaux est d'élargir le champ des publics concernés en plaçant l'activité artistique au cœur d'une nouvelle relation aux publics, de valoriser la culture et la création réunionnaise en l'ouvrant au monde, dans un partenariat et des échanges constants avec le réseau culturel local, régional et international.
La danse figure en bonne place dans la programmation annuelle proposée, avec notamment le festival Total Danse qui se déroule en novembre.
En juin 2012, Pascal Montrouge reçoit les insignes de Chevalier des Arts et des Lettres. En juin 2023, Pascal Montrouge est fait Chevalier de l'Ordre national du mérite.
En février 2024, ses fonctions à la direction générale des Théâtres départementaux de La Réunion s'achèvent après quinze années d'un travail qui marque durablement le paysage culturel réunionnais et le spectacle vivant à La Réunion, avec plus de 1 450 000 spectateurs, 3 365 représentations, 68 % d'artistes réunionnais programmés et un taux de fréquentation moyen de 83 %.

## Répertoire des chorégraphies de 1997 à 2009
- Superman et Moi (23 novembre 2007, Festival Saint-Denis danses, 8 danseuses, 75 min)
- Os (17 novembre 2006, Festival Aujourd'hui musiques, Perpignan, 3 danseurs, 50 min)
- Histoire de Melody Nelson (9 mars 2004, Théâtres en Dracénie, Draguignan, 7 danseurs, 60 min)
- Chez Lilith (9 mars 2004, Théâtres en Dracénie, Draguignan, solo, 17 min)
- Les p'tits rouges (23 décembre 2002, Festival des Enfants, Hyères, danse dans la rue, 7 danseurs, 25 min)
- Casse-toi (13 et 14 novembre 2002, CCN PACA, Aix-en-Provence, 2 danseurs, 20 min)
- Qu'importe qu'ils se soient perdus - Phase 1 (7 et 12 avril 2002, Royaumont, Asnières-sur-Oise, trio, 10 min)
- Qu'importe qu'ils se soient perdus - Phase 2 (30 mars 2003, villa Noailles, Hyères, installation vidéo)
- Qu'importe qu'ils se soient perdus - Phase 3 (7 et 8 octobre 2005, Galerie des Remparts, Toulon, installation vidéo)
- The Story of the Kids Next Door (15 juin 2004, Centre culturel franco-mozambicain, Maputo, Mozambique)
- L'histoire des enfants des voisins d'à côté (9, 10 et 11 janvier 2002, Théâtres en Dracénie, Draguignan, 4 danseurs, 60 min)
- Parce qu'il y a quelque chose en toi qui me tape sur les nerfs (14 et 15 mars 2001, Festival Dance Umbrella, Johannesburg, Afrique du Sud, 6 danseurs, 60 min)
- Extérieur (30 septembre et 1er octobre 1999, Le Séchoir, Saint-Leu, La Réunion, 5 danseurs, 60 min)
- La théorie d'antoine (24 novembre 1998, Théâtre de l'Olivier, Istres, 2 danseurs, 20 min)
- Trans-Héroïka (9, 10 et 12 février 1998, Théâtre Fourcade, Saint-Denis de La Réunion, 3 danseurs, 75 min)
- Pardon Mars ! (21 juillet 1997, Festival de Châteauvallon, Ollioules, 4 danseurs, 70 min)